# مقاطعة هارغيتا
مقاطعة هارغيتا (بالإنجليزية: Harghita County) هي مقاطعة في رومانيا، تتبع رومانيا، بلغ عدد سكانها 250٬194 نسمة، في 1930، عاصمتها ميركورا تشيوك، تبلغ مساحتها 6٬639 كيلومتر مربع.

## التقسيمات الإدارية
- Ciumani [الإنجليزية]‏
- Voșlăbeni [الإنجليزية]‏
- Odorheiu Secuiesc [الإنجليزية]‏
- Brădești, Harghita [الإنجليزية]‏
- Feliceni [الإنجليزية]‏
- ميركورا تشيوك
- Păuleni-Ciuc [الإنجليزية]‏
- Băile Tușnad [الإنجليزية]‏
- Bălan [الإنجليزية]‏
- Borsec [الإنجليزية]‏
- Cristuru Secuiesc [الإنجليزية]‏
- Gheorgheni [الإنجليزية]‏
- Toplița [الإنجليزية]‏
- Vlăhița [الإنجليزية]‏
- Atid [الإنجليزية]‏
- Avrămești [الإنجليزية]‏
- Bilbor [الإنجليزية]‏
- Căpâlnița [الإنجليزية]‏
- Ciucsângeorgiu [الإنجليزية]‏
- Cârța, Harghita [الإنجليزية]‏
- Corbu, Harghita [الإنجليزية]‏
- Corund [الإنجليزية]‏
- Dănești, Harghita [الإنجليزية]‏
- Dealu [الإنجليزية]‏
- Ditrău [الإنجليزية]‏
- Dârjiu [الإنجليزية]‏
- Frumoasa, Harghita [الإنجليزية]‏
- Gălăuțaș [الإنجليزية]‏
- Joseni [الإنجليزية]‏
- Lăzarea [الإنجليزية]‏
- Lueta [الإنجليزية]‏
- Lunca de Jos [الإنجليزية]‏
- Lunca de Sus [الإنجليزية]‏
- Lupeni, Harghita [الإنجليزية]‏
- Mărtiniș [الإنجليزية]‏
- Merești [الإنجليزية]‏
- Mihăileni, Harghita [الإنجليزية]‏
- Mugeni [الإنجليزية]‏
- Ocland [الإنجليزية]‏
- Plăieșii de Jos [الإنجليزية]‏
- Praid [الإنجليزية]‏
- Remetea, Harghita [الإنجليزية]‏
- Săcel, Harghita [الإنجليزية]‏
- Sărmaș [الإنجليزية]‏
- Secuieni, Harghita [الإنجليزية]‏
- Siculeni [الإنجليزية]‏
- Sâncrăieni [الإنجليزية]‏
- Sândominic [الإنجليزية]‏
- Sânmartin, Harghita [الإنجليزية]‏
- Subcetate [الإنجليزية]‏
- Suseni, Harghita [الإنجليزية]‏
- Tulgheș [الإنجليزية]‏
- Ulieș [الإنجليزية]‏
- Vărșag [الإنجليزية]‏
- Mădăraș, Harghita [الإنجليزية]‏
- Tomești, Harghita [الإنجليزية]‏
- Leliceni [الإنجليزية]‏
- Racu [الإنجليزية]‏
- Sânsimion [الإنجليزية]‏
- Zetea [الإنجليزية]‏
- Tușnad [الإنجليزية]‏
- Șimonești [الإنجليزية]‏
- Cozmeni [الإنجليزية]‏
- Ciceu [الإنجليزية]‏
- Porumbeni, Harghita [الإنجليزية]‏
- Satu Mare, Harghita [الإنجليزية]‏
- Sântimbru, Harghita [الإنجليزية]‏.

## أعلام
- لودوفيك ماتيوس غاليانو